# Карл Лудвиг Фугер фон Бабенхаузен
Карл Лудвиг Мария Йозеф Анселм Андреас Фугер фон Бабенхаузен (на немски: Karl Ludwig Maria Joseph Anselm Andreas 4.Fürst Fugger von Babenhausen; * 4 февруари 1829 в дворец Бабенхаузен; † 12 май 1906 в Бабенхаузен) е от 1885 г. 4. княз на Фугер-Бабенхаузен в Долен Алгой, Бавария и австрийски генерал-майор. Той е от 1885 г. шеф на род Фугер-Бабенхаузен, също племенен господар и наследствен имперски съветник в камерата на имперските съветници в Кралство Бавария.
Той е вторият син на 2. княз Антон Фугер фон Бабенхаузен (1800 – 1836) и съпругата му принцеса Франциска Ксаверия Валбурга Хенриета Каролина Констанца фон Хоенлое-Бартенщайн-Ягстберг (1807 – 1873, Аугсбург), дъщеря на княз Карл фон Хоенлое-Ягстберг (1766 – 1838) и херцогиня Хенриета Шарлота фон Вюртемберг (1767 – 1817), дъщеря на херцог Лудвиг Евгений фон Вюртемберг. Брат е на 3. княз Леополд Фугер фон Бабенхаузен (1827 – 1885) и Фридрих граф Фугер фон Бабенхаузен (1836 – 1907).
Карл е възпитаван от частни учители и следва от 1842 до 1847 г. Инженерската академия във Виена.
Той е от 1847 г. офицер в австрийската войска, от 1897 г. има ранг генерал-майор. След женитбата му той живее най-вече в дворец Майзелберг, фамилната резиденция на съпругата му в Каринтия. През 1868 – 1885 г. той притежава имението Танценберг при Хьорцендорф. На 9 януари 1884 г. той е доживотен член на „Херен-Хауз“ на австрийския имперски съвет и императорски таен съветник.
Карл Лудвиг Фугер фон Бабенхаузен наследява през 1885 г. като княз бездетния си по-голям брат Леополд Фугер фон Бабенхаузен. Той се мести от дворец Майзелберг в Бабенхаузен.Той става баварски племенен господар, от 1885 до 1906 г. също наследствен член на баварския имперски съвет на съветниците. От 1891 до 1893 г. той е член на презсиди ума и става първият президент на камерата на имперските съветници.
През 1900 г. той става рицар на Орден на Златното руно. Княз Карл Фугер фон Бабенхаузен е смятан за един от най-богатите и влиятелни сред немските благородници.
Карл Лудвиг Фугер фон Бабенхаузен умира на 77 години на 12 май 1906 г. в Бабенхаузен. Наследен е като княз от сина му Карл Георг.

## Фамилия
Карл Лудвиг Фугер фон Бабенхаузен се жени на 8 октомври 1855 г. в Клагенфурт за графиня Фридерика Кристалниг (* 27 май 1832, Клагенфурт; † 17 юни 1888, Клагенфурт), дъщеря на граф Карл Теодор Кристалниг фон и цу Гилитцщайн (1788 – 1872) и графиня Паулина Габриела фон Егер (1800 – 1869). Те имат три деца:
- Паулина Мария Леополдина Франциска Фридерика (* 9 януари 1857, Клагенфурт; † 11 август 1886, замък Майзелберг, Кареинтия), омъжена на 9 януари 1879 г. в Клагенфурт за граф Янко Войкфи фон Войковиц (* 26 януари 1850; † 23 май 1897, Карловац)
- Мария! Франциска Паулина Каролина Фридерика (* 18 август 1858, Майзелберг, Каринтия; † 6 март 1927, Майзелберг, Каринтия), омъжена на 25 юли 1880 г. в Майзелберг за граф Кристоф Антон Мария фон Виденбрук († 4 октомври 1917, Райхенхал)
- Карл Георг Фердинанд Якоб Мария Фугер фон Бабенхаузен (* 15 януари 1861, Клагенфурт; † 5 юли 1925, Клагенфурт), 5. княз, 1900 г. рицар на австрийския орден на Златното руно, женен на 8 януари 1887 г. във Виена за принцеса Елеонора Алойзия Мария фон Хоенлое-Бартенщайн (* 4 януари 1864, Бартенщайн; † 1 март 1935, Виена), дъщеря на 6. княз Карл фон Хоенлое-Бартенщайн (1837 – 1877); имат шест деца